# The Other Final
(Roberto Baggio)
The Other Final (L'altra finale) è un film documentario del 2003 diretto da Johan Kramer.
La pellicola narra della partita di calcio fra Bhutan e Montserrat tenutasi il 30 giugno 2002 allo Stadio Changlimithang di Thimphu (Bhutan).

## Trama
Dopo la mancata qualificazione dei Paesi Bassi ai Mondiali di calcio del 2002, Kramer decide di "elaborare" la sconfitta della propria nazionale organizzando un match di calcio fra le due nazionali che occupano gli ultimi due posti del ranking FIFA. Le due Nazionali in questione non potrebbero essere più diverse fra loro: una è il Bhutan, piccolo Paese arroccato sulla catena montuosa dell'Himalaya; l'altra è quella di Montserrat, piccola isola dei Caraibi.
L'iniziativa viene accolta con enorme entusiasmo in entrambi i Paesi, mentre la notizia fa il giro del mondo. "L'altra finale" viene giocata lo stesso giorno della finale del campionato mondiale di calcio (30 giugno 2002) fra Brasile e Germania, di fronte a circa 25.000 spettatori. In tribuna d'onore, siedono anche il Principe del Bhutan Dasho Jigyel Ugyen Wangchuk e l'intero Governo del Paese himalayano.
La nazionale di Montserrat accusa il notevole cambio climatico (si gioca a circa 2250 metri sopra il livello del mare) e un problema di intossicazione alimentare per sette dei suoi componenti. I caraibici si difendono bene, ma il Bhutan mostra una notevole superiorità. La partita, arbitrata dall'inglese Bennett, si conclude 4-0 per la nazionale himalayana.
Al termine dell'incontro, entrambe le Nazionali vengono comunque premiate con uno speciale trofeo: una coppa divisa in due, le cui metà verranno tenute da entrambi i contendenti.

### Risultato della gara
| Arbitro: | Bennett |

|                                |           |  |
| Dorji 4’, 67’, 78’ Chhetri 76’ | Marcatori |  |

## Riconoscimenti
Il documentario di Kramer è stato premiato al Film Festival di Avignone del 2003 come "Miglior documentario" ed ha ricevuto una Menzione Speciale nella Sezione "Documentari" al Bermuda International Film Festival.